# Asa Lanova
Asa Lanova (nombre de nacimiento Maryse Jaton; 17 de marzo de 1933 – 26 de diciembre de 2017) fue una escritora suiza.

## Biografía
Asa Lanova nació en Suiza, pasando gran parte de su juventud en Lausana. A los 17 años se trasladó a París para realizar estudios de danza, llegando a participar en coreografías organizadas por Maurice Béjart. Regresó a Suiza en 1956 para actuar en el Teatro de ópera de Zúrich y en el Gran teatro de Ginebra.
Tras abandonar su carrera como bailarina, Lanova empezó a escribir novelas, publicando su primera, La dernière migration, en 1977. Al vincularse con el editor Bernard Campiche, Lanova obtuvo reconocimiento por su obra, ganando premios por Le Blues d'Alexandrie y La Gazelle tartare.
En 1965 se casó con el bailarín y coreógrafo Philippe Dahlmann. Lanova falleció en su casa en Pully el 26 de diciembre de 2017.

## Prmeios literarios
- 2009, Premio culturel vaudois Littérature.[3][4]
- 2005, Premio Schiller por La Gazelle tartare.[5]
- 1999, Premio Bibliothèque pour Tous por Le Blues d'Alexandrie.[6][7]

## Publicaciones
- La dernière migration, 1977
- Crève l'amour, 1984
- Le cœur tatoué, 1988
- Le testament d'une mante religieuse, 1995
- Le blues d'Alexandrie, 1998
- L'étalon de ténèbre, 1999
- Les jardins de Shalalatt, 2001
- La Gazelle tartare, 2004
- La nuit du destin, 2007
- Les heures nues, 2011